# Toc, Toc
Toc, Toc (Knock, Knock) est le quatrième épisode de la dixième saison de la deuxième série télévisée britannique Doctor Who. Il est diffusé sur la BBC le 6 mai 2017 et en France le 23 septembre 2017 sur France 4.

## Distribution
Sauf indication contraire, les informations mentionnées dans cette section peuvent être confirmées par la base de données cinématographiques IMDb,  présente dans la section « Liens externes ».
- Peter Capaldi : Le Docteur
- Pearl Mackie : Bill Potts
- Matt Lucas : Nardole
- Sam Benjamin : Estate Agent
- Mandeep Dhillon : Shireen
- Mariah Gale : Eliza
- Alice Hewkin : Felicity
- Tate Pitchie-Cooper : Jeune propriétaire
- Ben Presley : Paul
- Colin Ryan : Harry
- Bart Suavek : Pavel
- David Suchet : Propriétaire

## Résumé
Quand un propriétaire sinistre montre à Bill, au Docteur et à ses amis le logement parfait, ils n'ont aucune idée de ce qui va se passer et leur arriver.

### Continuité
- Le Docteur demande au propriétaire qui est le premier ministre en nommant Harriet Jones[1].
- Bill appelle le Docteur son grand-père, ce qui fait référence à Susan Foreman qui elle, l'appelait identiquement dans les épisodes du Premier Docteur.
- Le Docteur parle de régénération à Bill mais il esquive le sujet pour ne pas faire une longue description comme le dixième Docteur dans l'épisode L'Embouteillage sans fin.
- Le Docteur dit que dormir est pour les tortues (The Talons of Weng-Chiang) car il ne dort que lorsqu'il se régénère ou qu'il fait un copieux repas[2].